# Diocesi di Nicio
La diocesi di Nicio (in latino: Dioecesis Niciotana) è una sede soppressa e sede titolare della Chiesa cattolica.

## Storia
Nicio, identificabile con Abschadi (Ibšādī), è un'antica sede episcopale della provincia romana dell'Egitto Primo nella diocesi civile d'Egitto, ed era suffraganea del patriarcato di Alessandria.
Dal 1933 Nicio è annoverata tra le sedi vescovili titolari della Chiesa cattolica; la sede è vacante dal 1º dicembre 1970.

## Cronotassi dei vescovi greci
- Eraclide † (prima del 325 - dopo il 332)
- Sarapammone † (prima del 335 ? - prima del 347)
- Triadelfo † (347 - dopo il 353)
- Dionisio † (menzionato nel 380 circa)
- Teopempto † (prima del 404)
- Teodosio † (menzionato nel 404)
- Plusammone † (prima del 458 - dopo il 459)
- Teodoro † (menzionato nel 600 circa)
- Ciro † (menzionato nel 625 circa)
- Pietro † (menzionato nel 630 circa)
- Basilio † (menzionato nel 650 circa)
- Giovanni † (menzionato nel 690 circa)
- Menas † (menzionato nel 700 circa)
- Macario † (?)

## Cronotassi dei vescovi titolari
- Camillo Vittorino Facchinetti, O.F.M. † (9 marzo 1936 - 25 dicembre 1950 deceduto)
- Alphonse Streit † (23 dicembre 1950 - 11 gennaio 1951 nominato vescovo di Mariannhill)
- Jean Baptiste Tran-Huu-Duc † (14 giugno 1951 - 24 novembre 1960 nominato vescovo di Vinh)
- Peter Rogan, M.H.M. † (18 agosto 1961 - 1º dicembre 1970 deceduto)